# Apagomerina azurescens
Apagomerina azurescens är en skalbaggsart som först beskrevs av Bates 1881.  Apagomerina azurescens ingår i släktet Apagomerina och familjen långhorningar. Inga underarter finns listade i Catalogue of Life.